# 和仁親実
和仁 親実（わに ちかざね）は、戦国時代から安土桃山時代にかけての武将。肥後国田中城主。

## 略歴
和仁氏は古代豪族である和珥氏の末裔とされる肥後の国人。領地は150町（1500石程）。当初は肥後菊池氏に属したが、菊池氏の没落後は大友氏に従属した。
天正12年（1584年）、龍造寺氏の支援を受けた田尻氏の攻撃を受けて居城を失うが、同年内に島津氏の支援を受けて奪回している。

天正15年（1587年）、親実は隈部親永の起こした肥後国人一揆に同調して、田中城に弟の親範・親宗・妹婿の辺春親行らと900余の兵で籠城する。佐々成政の求めに応じた小早川秀包を主将とした、安国寺恵瓊・鍋島直茂・立花宗茂・筑紫広門など九州四国勢の援軍10000に包囲されるが、2ヶ月の間、持ち堪えた。しかし、親実は安国寺恵瓊の調略による家臣の裏切り（辺春親行が親実を斬ったとも）に遭い討ち死にを遂げた。弟らも奮戦したが、秀吉の命令によって小早川勢による撫で斬りが行われ、田中城は落城。和仁氏は滅亡した。